# Hoa hậu Siêu quốc gia 2023
Hoa hậu Siêu quốc gia 2023 là cuộc thi Hoa hậu Siêu quốc gia lần thứ 14, được tổ chức vào ngày 14 tháng 7 năm 2023 tại Nhà hát vòng tròn Strzelecki Park, Nowy Sącz, Ba Lan. Hoa hậu Siêu quốc gia 2022 - Nguyễn Huỳnh Kim Duyên đến từ Việt Nam đã trao lại vương miện cho người kế nhiệm là cô Andrea Aguilera đến từ Ecuador.

## Kết quả

### Thứ hạng
| Kết quả                    | Thí sinh |
| -------------------------- | --- |
| Hoa hậu Siêu quốc gia 2023 | - Ecuador – Andrea Aguilera |
| Á hậu 1                    | - Philippines – Pauline Amelinckx |
| Á hậu 2                    | - Brazil – Sancler Frantz |
| Á hậu 3                    | - Anh Quốc – Emma Rose Collingridge |
| Á hậu 4                    | - Việt Nam – Đặng Thanh Ngân § |
| Top 12                     | - Cộng hòa Dominica – Crystal Matos - Gibraltar – Michelle Lopez Desoisa - Ấn Độ – Pragnya Ayyagari - Mexico – Vanessa López - Hà Lan – Luna Isabella Stienstra - Peru – Valeria Flórez - Puerto Rico – Camille Fabery |
| Top 24                     | - Botswana – Dabilo Moses - Colombia – Valentina Mora - Curaçao – Andreina Pereira - El Salvador – Luciana Martínez - Indonesia – Yasinta Aurellia - Malaysia – Deidre Walker - Ba Lan – Aleksandra Klepaczka - Nam Phi – Ayanda Thabethe - Tây Ban Nha – Lola Wilson - Thái Lan – Patraporn Wang - Venezuela – Selene Delgado - Zimbabwe – Sakhile Dube |

§ - Thí sinh chiến thắng giải thưởng Supra Fan Vote

### Hoa hậu Châu lục
| Danh hiệu                         | Thí sinh                             |
| --------------------------------- | ------------------------------------ |
| Hoa hậu Siêu quốc gia châu Phi    | - Zimbabwe – Sakhile Dube            |
| Hoa hậu Siêu quốc gia châu Mỹ     | - Peru – Valeria Flórez              |
| Hoa hậu Siêu quốc gia châu Á      | - Ấn Độ – Pragnya Ayyagari           |
| Hoa hậu Siêu quốc gia vùng Caribe | - Curaçao – Andreina Pereira         |
| Hoa hậu Siêu quốc gia châu Âu     | - Gibraltar – Michelle Lopez Desoisa |

### Thứ tự công bố
| Top 24 1. Curaçao 2. Zimbabwe 3. Philippines 4. Brazil 5. Colombia 6. Malaysia 7. Tây Ban Nha 8. Botswana 9. Ba Lan 10. Puerto Rico 11. Hà Lan 12. Mexico 13. Indonesia 14. Ecuador 15. Gibraltar 16. Nam Phi 17. Venezuela 18. Việt Nam 19. Anh Quốc 20. Cộng hòa Dominican 21. Thái Lan 22. Peru 23. El Salvador 24. Ấn Độ | Top 12 1. Việt Nam 2. Brazil 3. Hà Lan 4. Peru 5. Ecuador 6. Anh Quốc 7. Philippines 8. Cộng hòa Dominican 9. Ấn Độ 10. Mexico 11. Puerto Rico 12. Gibraltar | Top 5 1. Việt Nam 2. Ecuador 3. Anh Quốc 4. Philippines 5. Brazil |

## Các phần thi

### Supra Chat

#### Vòng 1
- Thí sinh vào vòng 2

| Nhóm | Quốc gia 1 | Quốc gia 2        | Quốc gia 3      | Quốc gia 4 | Quốc gia 5  | Quốc gia 6  | Quốc gia 7         | Quốc gia 8 |
| ---- | ---------- | ----------------- | --------------- | ---------- | ----------- | ----------- | ------------------ | ---------- |
| 1    | Bolivia    | Brazil            | Chile           | Costa Rica | Mozambique  | Panama      | Bồ Đào Nha         | —          |
| 2    | Albania    | Bỉ                | Đức             | Gibraltar  | Hy Lạp      | Iceland     | Hà Lan             | Romania    |
| 3    | Campuchia  | Ấn Độ             | Malaysia        | Nepal      | Thái Lan    | Thổ Nhĩ Kỳ  | Việt Nam           | —          |
| 4    | Botswana   | Ghana             | Kenya           | Namibia    | Nam Phi     | Zambia      | —                  | —          |
| 5    | Colombia   | Ecuador           | El Salvador     | Mexico     | Nicaragua   | Paraguay    | Venezuela          | —          |
| 6    | Cameroon   | Bờ Biển Ngà       | Guatemala       | Haiti      | Mauritius   | Togo        | —                  | —          |
| 7    | Canada     | Quần đảo Cayman   | Curaçao         | Jamaica    | Nigeria     | The Bahamas | Trinidad và Tobago | —          |
| 8    | Cuba       | Cộng hòa Dominica | Guinea Xích Đạo | Peru       | Puerto Rico | Tây Ban Nha | —                  | —          |
| 9    | Croatia    | Cộng hòa Séc      | Phần Lan        | Ba Lan     | Slovakia    | Somalia     | Anh Quốc           | —          |
| 10   | Hồng Kông  | Indonesia         | Nhật Bản        | Hàn Quốc   | Philippines | Ukraine     | Hoa Kỳ             | Zimbabwe   |

#### Vòng 2 + 3
10 thí sính chiến thắng Vòng 1 sẽ tiếp tục thi Vòng 2 (Bán kết) để lựa chọn 5 thí sính bước tiếp vào Vòng 3 (Chung kết). Người chiến thắng phần thi sẽ được vào thẳng Top 24
| Kết quả     | Thí sinh |
| ----------- | --- |
| Chiến thắng | - Philippines – Pauline Amelinckx |
| Top 5       | - Canada – Alexa Marie Grant - Ấn Độ – Pragnya Ayyagari - Peru – Valeria Flórez - Nam Phi – Ayanda Thabethe                                                      |
| Top 10      | - Brazil – Sancler Frantz - Haiti – Merlie Fleurizard - Nicaragua – Katherine Burgos Reyes - Romania – Ioana-Izabela Hotăran - Anh Quốc – Emma Rose Collingridge |

### Miss Talent
| Kết quả     | Thí sinh |
| ----------- | --- |
| Chiến thắng | - Hàn Quốc - Juhyeon Roh |
| Top 7       | - Hồng Kông - Vinci Chan - Iceland - Ísabella Þorvaldsdóttir - Ấn Độ - Pragnya Ayyagari - Nhật Bản - Mayuko Hanawa - Malaysia - Deidre Walker - The Bahamas - Maliqué Maranda |
| Top 29      | - Botswana - Dabilo Moses - Campuchia - Leakena In - Canada - Jessica Bailey - Cuba - Liz Rodriguez - Curacao - Risandra Simon - Cộng hòa Séc - Marie Jedličková - Gibraltar - Michelle Lopez Desoisa - Guatemala - Naida Estubier - Indonesia - Yasinta Aurellia - Jamaica - Thalia Malcolm - Mexico - Vanessa López - Mozambique - Suema Abdul Rachid - Nepal - Sama Parajuli - Hà Lan - Luna Isabella Stienstra - Paraguay - Fabiola Martínez - Peru - Valeria Flórez - Bồ Đào Nha - Élodie Lopes - Thái Lan - Patraporn Wang - Trinidad và Tobago - Cadiesha Joseph - Thổ Nhĩ Kỳ - Selin Erberk Gürdikyan - Ukraine - Alina Liashuk - Zimbabwe - Sakhile Dube |

### Supra Influencer
Thí sinh chiến thắng phần thi Supra Influencer sẽ được vào thẳng Top 24
| Kết quả     | Thí sinh |
| ----------- | --- |
| Chiến thắng | - Brazil - Sancler Frantz |
| Top 7       | - Canada - Alexa Grant - Indonesia - Yasinta Aurellia - Mexico - Vanessa López - Paraguay - Fabiola Martinez - Philippines - Pauline Amelinckx - Việt Nam - Đặng Thanh Ngân |

### Supra Fan Vote
Thí sinh chiến thắng phần thi Supra Fan Vote sẽ được vào thẳng Top 12
| Kết quả     | Thí sinh |
| ----------- | --- |
| Chiến thắng | - Việt Nam – Đặng Thanh Ngân |
| Top 10      | - Canada – Alexa Marie Grant - Bờ Biển Ngà – Yasmine Wognin - Ấn Độ – Pragnya Ayyagari - Indonesia – Yasinta Aurellia - Nhật Bản – Mayuko Hanawa - Malaysia – Deidre Walker - Mozambique – Suema Abdul Rachid - Peru – Valeria Flórez - Philippines – Pauline Amelinckx |

### Supra Model
- Thí sinh chiến thắng phần thi Supra Model châu lục
- Thí sinh chiến thắng phần thi Supra Model và được vào thẳng Top 24

| Châu lục    | Quốc gia 1   | Quốc gia 2       |
| ----------- | ------------ | ---------------- |
| Châu Phi    | Bờ Biển Ngà  | Zimbabwe         |
| Châu Mỹ     | Colombia     | Hoa Kỳ           |
| Châu Á      | Malaysia     | Thái Lan         |
| Vùng Caribe | Puerto Rico  | Quần đảo Bahamas |
| Châu Âu     | Cộng hòa Séc | Tây Ban Nha      |

## Các giải thưởng đặc biệt
| Giải thưởng                                | Thí sinh                          |
| ------------------------------------------ | --------------------------------- |
| Contestants' Choice                        | - Curaçao - Andreina Pereira      |
| Miss Photogenic                            | - El Salvador - Luciana Martinez  |
| Best National Costume                      | - Thái Lan - Patraporn Wang       |
| Miss Talent                                | - Hàn Quốc - Juhyeon Roh          |
| Miss Congeniality                          | - Nam Phi - Ayanda Thabethe       |
| Supra Model of the Year                    | - Zimbabwe - Sakhile Dube         |
| Supra Fan Vote Winner                      | - Việt Nam - Đặng Thanh Ngân      |
| Supra Influencer                           | - Brazil - Sancler Frantz         |
| Supra Chat Interview Winner                | - Philippines - Pauline Amelinckx |
| Miss Supranational Global Brand Ambassador | - Puerto Rico – Camille Fabery    |

## Thí sinh tham gia
Cuộc thi có tổng cộng 65 thí sinh tham gia:
| Quốc gia/Vùng lãnh thổ | Thí sinh                    | Tuổi | Quê quán         |
| ---------------------- | --------------------------- | ---- | ---------------- |
| Bỉ                     | Jana Meskens                | 21   | Sint-Amands      |
| Bolivia                | Stephanie Terrazas          | 27   | Cochabamba       |
| Botswana               | Dabilo Moses                | 22   | Gaborone         |
| Brazil                 | Sancler Frantz              | 32   | Arroio do Tigre  |
| Campuchia              | Chily Tevy                  | 26   | Kampong Thom     |
| Cameroon               | Kevine Ghomba               | 26   | Yaoundé          |
| Canada                 | Alexa Marie Grant           | 21   | Thornhill        |
| Quần đảo Cayman        | Melissa Bridgemohan         | 25   | West Bay         |
| Colombia               | Valentina Mora              | 25   | Medellín         |
| Costa Rica             | Margaret Gray               | 21   | San José         |
| Bờ Biển Ngà            | Yasmine Wognin              | 23   | Assinie          |
| Croatia                | Anetta Rajkovic             | 18   | Zagreb           |
| Cuba                   | Monica Aguilar              | 24   | Camagüey         |
| Curaçao                | Andreina de Andrade Pereira | 28   | Willemstad       |
| Cộng hòa Séc           | Marie Jedličková            | 25   | Praha            |
| Cộng hòa Dominica      | Crystal Matos               | 26   | Santo Domingo    |
| Ecuador                | Andrea Aguilera             | 22   | Los Ríos         |
| El Salvador            | Luciana Martínez            | 24   | San Salvador     |
| Phần Lan               | Linda Heinonen              | 21   | Helsinki         |
| Đức                    | Maria Ignat                 | 24   | Frankfurt        |
| Ghana                  | Helen Demey Matey           | 28   | Somanya          |
| Gibraltar              | Michelle Lopez Desoisa      | 23   | Westside         |
| Hy Lạp                 | Maria Cholidou              | 22   | Thessaloniki     |
| Guatemala              | Naida Estubier              | 23   | Zacapa           |
| Haiti                  | Merlie Fleurizard           | 31   | Port-au-Prince   |
| Hồng Kông              | Vinci Chan                  | 29   | Hồng Kông        |
| Iceland                | Ísabella Þorvaldsdóttir     | 20   | Akureyri         |
| Ấn Độ                  | Pragnya Ayyagari            | 20   | Hyderabad        |
| Indonesia              | Yasinta Aurellia            | 19   | Sidoarjo         |
| Jamaica                | Thalia Malcolm              | 27   | Saint Andrew     |
| Nhật Bản               | Mayuko Hanawa               | 27   | Ibaraki          |
| Kenya                  | Martha Mwikali              |      | Nairobi          |
| Hàn Quốc               | Juhyeon Roh                 | 22   | Seoul            |
| Malaysia               | Deidre Walker               | 28   | Tambunan         |
| Mauritius              | Nilmani Hurlall             | 23   | Mahébourg        |
| Mexico                 | Vanessa López               | 28   | Nogales          |
| Mozambique             | Suema Abdul Rachid          | 25   | Cabo Delgado     |
| Namibia                | Romiley Hoffmann            | 22   | Windhoek         |
| Nepal                  | Sama Parajuli               | 22   | Kathmandu        |
| Hà Lan                 | Luna Isabella Stienstra     | 20   | Limburg          |
| Nicaragua              | Katherine Burgos            | 22   | Tipitapa         |
| Nigeria                | Genevieve Ukatu             | 27   | Anambra          |
| Panama                 | Jillyan Chue                | 27   | Colón            |
| Paraguay               | Fabiola Martínez            | 29   | Villarrica       |
| Peru                   | Valeria Flórez              | 26   | Lima             |
| Philippines            | Pauline Amelinckx           | 27   | Bohol            |
| Ba Lan                 | Aleksandra Klepaczka        | 22   | Łódź             |
| Bồ Đào Nha             | Élodie Lopes                | 22   | Lisbon           |
| Puerto Rico            | Camille Fabery              | 26   | Cataño           |
| Romania                | Ioana Hotaran               | 20   | Bucharest        |
| Slovakia               | Simona Leskovská            | 31   | Bratislava       |
| Nam Phi                | Ayanda Thabethe             | 22   | Pietermaritzburg |
| Tây Ban Nha            | Lola Wilson                 | 18   | Málaga           |
| Thái Lan               | Patraporn Wang              | 28   | Băng Cốc         |
| Quần đảo Bahamas       | Maliqué Maranda             | 22   | Grand Bahama     |
| Togo                   | Mathilde Honyiglo           | 28   | Tsévié           |
| Trinidad và Tobago     | Cadiesha Joseph             | 28   | Gasparillo       |
| Thổ Nhĩ Kỳ             | Selin Erberk Gürdikyan      | 23   | Istanbul         |
| Ukraine                | Alina Liashuk               | 29   | Rivne            |
| Anh Quốc               | Emma Rose Collingridge      | 25   | Suffolk          |
| Hoa Kỳ                 | Rylee Spinks                | 22   | Sparks           |
| Venezuela              | Selene Delgado              | 26   | Guatire          |
| Việt Nam               | Đặng Thanh Ngân             | 24   | Sóc Trăng        |
| Zambia                 | Candy Mathews               | 33   | Lusaka           |
| Zimbabwe               | Sakhile Dube                | 25   | Harare           |

## Chú ý

### Lần đầu tham gia
- Botswana
- Quần đảo Cayman
- Mozambique
- Anh Quốc

### Trở lại
| - Lần cuối tham gia vào năm 2013: - Nicaragua - Lần cuối tham gia vào năm 2017: - Gibraltar - Lần cuối tham gia vào năm 2018: - Togo | - Lần cuối tham gia vào năm 2019: - Cameroon - Croatia - Guinea Xích Đạo - Lần cuối tham gia vào năm 2021: - Bahamas |

### Bỏ cuộc
Trong thời gian diễn ra cuộc thi
- Albania – Klara Musabelliu đã tham gia phần thi Supra Chat vòng 1 và các hoạt động của cuộc thi nhưng cô rút lui vì lý do cá nhân.
- Chile – Francisca Lavandero đã tham gia phần thi Supra Chat vòng 1 nhưng cô quyết định rút lui vì những bất đồng với Tổ chức Hoa hậu Chile.
- Guinea Xích Đạo – Anita Mikue đã tham gia phần thi Supra Chat vòng 1 nhưng cô quyết định rút lui không rõ lý do.
- Somalia – Fowzia Abdirashid Abdihakin đã tham gia phần thi Supra Chat vòng 1 nhưng cô quyết định rút lui vì vấn đề visa.

Trước cuộc thi
| - Argentina - Trung Quốc - Đan Mạch - Anh - Pháp - Ireland - Kazakhstan | - Kyrgyzstan - Lào - Lesotho - Malta - Singapore - Uruguay |

## Các thí sinh tham dự cuộc thi sắc đẹp quốc tế khác
| Quốc gia/Vùng lãnh thổ | Thí sinh               | Cuộc thi                                       | Đại diện          |
| ---------------------- | ---------------------- | ---------------------------------------------- | ----------------- |
| Bolivia                | Stephanie Terrazas     | Miss Orb International 2022 (Top 10)           | Bolivia           |
| Brazil                 | Sancler Frantz         | Miss Atlantic International 2011               | Brazil            |
| Brazil                 | Sancler Frantz         | Miss World 2013 (Top 6)                        | Brazil            |
| Campuchia              | Chily Tevy             | Miss Grand International 2020 (Top 20)         | Campuchia         |
| Cuba                   | Monica Aguilar         | Miss Intercontinental 2019 (Á hậu 1)           | Hoa Kỳ            |
| Cộng hòa Dominica      | Crystal Matos          | Miss Latin America of the World 2019           | Cộng hòa Dominica |
| Ecuador                | Andrea Aguilera        | Miss Grand International 2021 (Á hậu 1)        | Ecuador           |
| El Salvador            | Luciana Martínez       | Miss Grand International 2020 (Top 20)         | El Salvador       |
| El Salvador            | Luciana Martínez       | Reinado Internacional del Café 2022 (Á hậu 2)  | El Salvador       |
| Ghana                  | Helen Demay Matey      | Miss Grand International 2018                  | Ghana             |
| Haiti                  | Merlie Fleurizard      | Miss Panamerican International 2018 (Top 8)    | Haiti             |
| Haiti                  | Merlie Fleurizard      | World Miss University 2018                     | Haiti             |
| Haiti                  | Merlie Fleurizard      | Miss Intercontinental 2019                     | Haiti             |
| Haiti                  | Merlie Fleurizard      | The Miss Globe 2020                            | Haiti             |
| Nhật Bản               | Mayuko Hanawa          | Miss Glamour Look International 2021 (Á hậu 2) | Nhật Bản          |
| Nhật Bản               | Mayuko Hanawa          | Miss Eco International 2021                    | Nhật Bản          |
| Mexico                 | Vanessa López          | Reina Hispanoamericana 2014 (Á hậu)            | Mexico            |
| Mozambique             | Suema Abdul Rachid     | Miss Star Universe 2019 (Á hậu 1)              | Mozambique        |
| Mozambique             | Suema Abdul Rachid     | Miss Grand International 2022                  | Mozambique        |
| Nepal                  | Sama Parajuli          | The Miss Globe 2022                            | Đức               |
| Panama                 | Jillyan Chue           | Miss Beauty World International 2014 (Hoa hậu) | Panama            |
| Panama                 | Jillyan Chue           | Miss Universe Petite 2017 (Á hậu 2)            | Panama            |
| Panama                 | Jillyan Chue           | Miss Earth 2021                                | Panama            |
| Ba Lan                 | Aleksandra Klepaczka   | Miss Universe 2022                             | Ba Lan            |
| Romania                | Ioana Hotăran          | Top Model of the World 2022 (Top 15)           | Romania           |
| Thái Lan               | Patraporn Wang         | Miss Intercontinental 2014 (Hoa hậu)           | Thái Lan          |
| Anh Quốc               | Emma Rose Collingridge | Miss Universe 2021 (Top 16)                    | Anh Quốc          |
| Zimbabwe               | Sakhile Dube           | Miss Earth 2022 (Top 8)                        | Zimbabwe          |